# Lăpuș
Lăpuș is een Roemeense gemeente in het district Maramureș.
Lăpuș telt 3899 inwoners.